# اوزلوس
اوزلوس (به ایتالیایی: Usellus) یک کومونه در ایتالیا است که در استان اریستانو واقع شده‌است. اوزلوس ۳۵٫۱۰ کیلومتر مربع مساحت و ۹۳۳ نفر جمعیت دارد و ۲۸۹ متر بالاتر از سطح دریا واقع شده‌است.